# Judeu-português
Judeu-português ou Judeo-português ou Lusitânico é uma língua extinta, que era falada pela comunidade judaica de Portugal. Essa forma linguística era vernacular aos judeus de Portugal antes do século XVI e sobreviveu em muitas comunidades da diáspora dos Judeus da Nação Portuguesa. Textos eram escritos em letras hebraicas (aljamiado português) ou latinas.
Existe um pequeno testemunho dessa variação linguística na obra de Gil Vicente, o Auto da Barca do Inferno. Também foi influenciada pela língua dos judeus espanhóis, o Ladino, mas era distinta dessa.
Muitos dos Cristãos-Novos continuaram a secretamente observar o judaísmo e preservar a língua até que a inquisição se estabeleceu em Portugal em 1536, levando uma grande e gradual onda migratória dos 'conversos' para a França, Holanda, Inglaterra e Américas.
Devido à sua similaridade com o Português propriamente dito, o Judeu-Português extinguiu-se em Portugal durante a Santa Inquisição, tendo sobrevivido ainda alguns  séculos na diáspora como língua do dia a dia até, calcula-se ao final do século XVIII ou início do século XIX. Sobrevive ainda em forma de substrato no papiamento e saramacano.

## Características
- Muitos Hebraísmos:

| Judeu-Português | Hebraico               | Significado                             |
| --------------- | ---------------------- | --------------------------------------- |
| cadós           | קדוש qadosh            | santo                                   |
| dagues          | דגש dagesh             | dagesh (gram.: sinal de reforço)        |
| daguezar        |                        | reforçar a consoante por meio de dagesh |
| daycar          | דיקן dayqan            | professor, tutor de gramática           |
| esnoga          |                        | sinagoga                                |
| gahyá           | געיה ga'yah            | sinal de acentuação (gram.)             |
| jessibá         | ישיבה yeshivah         | escola religiosa                        |
| massó           | מצות matzot            | pães ázimos                             |
| medrás          | בית מדרש beit-midrash  | casa de estudos                         |
| misvá           | מצוה mitzvah           | dever/preceito religioso                |
| queilá          | קהילה qehilah          | congregação                             |
| quidus          | קידוש qiddush          | bênção sobre o vinho                    |
| ros             | ראש rosh               | cabeça                                  |
| rassim          | ראשים rashim           | cabeças                                 |
| rossaná         | ראש השנה rosh hashanah | ano-novo judaico                        |
| sabá            | שבת shabbat            | sábado                                  |
| sadiq           | צדיק tzadiq            | justo                                   |
| sedacá          | צדקה tzedaqah          | caridade                                |
| sinoga          |                        | sinagoga                                |
| tebá            | תיבה teyvah            | plataforma central da sinagoga          |

- Influências do Ladino:

| Judeu-Português | Português | Ladino |
| --------------- | --------- | ------ |
| el Dio, O Deu   | O Deus    | el Dio |
| manim           | mãos      | manos  |

- Arcaísmos

| Judeu-Português | Português Moderno |
| --------------- | ----------------- |
| algũa           | alguma            |
| angora          | agora             |
| apartar         | separar           |
| ay              | há                |
| aynda           | ainda             |
| dous            | dois              |
| he              | é                 |
| hũa             | uma               |
| elle, ella      | ele, ela          |